# Herb gminy Korczyna
Herb gminy Korczyna – symbol gminy Korczyna.

## Wygląd i symbolika
Herb przedstawia na tarczy w polu błękitnym tępą czarną kotwicę. Jest to historyczny symbol Korczyny jako miasta.